# Часовня святого Георгия Победоносца (Пномпень)
Часовня святого Георгия Победоносца (болг. Параклис „Свети Георги Победоносец”) — небольшой мемориальный храм-часовня Болгарской православной церкви, расположенная в Пномпене на территории болгарского посольства. Построена в 1993 году в память погибших военнослужащих болгарского миротворческого контингента в Камбодже и стала первым православным храмом в континентальной части Юго-Восточной Азии.

## История
С 4 мая 1992 года до 27 ноября 1993 года болгарские военнослужащие участвовали в миссии ООН в Камбодже. При этом погибли 11 человек из состава болгарского контингента. В память их на пожертвования болгарских военных решено было построить часовню во имя Георгия Победоносца во дворе болгарского посольства. В её основание был заложен список с именами погибших военных, а также жертвователей. Однако Болгарская православная церковь не создала при храме прихода и не направляла священнослужителей для регулярного совершения богослужений в храме.
13-15 ноября 2001 году Камбоджу посетил митрополит Смоленский и Калинградский Кирилл (Гундяев); 14 ноября он совершил панихиду в Георгиевском храме. В ответ на ходатайство православной паствы Камбоджи о постоянном духовном её окормлении священником Московского Патриархата, митрополит Кирилл благословил игумену Олегу (Черепанину), настоятелю Николаевского прихода в Бангкоке, осуществлять такое пастырское попечение, регулярно посещая Камбоджу. Игумен Олег после этого стал посещать Камбоджу, служа в Георгиевском храме по согласованию со священноначалием Болгарской Православной Церкви и руководством дипломатического представительства Болгарии в Пномпене, но как он отметил: «трудно организовать дееспособный приход при храме, который находится на спецтерритории».
13 сентября 2012 года в 18.00 состоялось учредительное собрание православных верующих Пномпеня, принявшее единогласное решение о создании в Пномпене православного прихода во имя великомученика Георгия Победоносца в юрисдикции Московского Патриархата и избравшее Приходской совет. После этого данный приход временно использовал часовню для проведения богослужений. При этом поминались как Патриарх Московский и всея Руси, так и Патриарх Болгарский. Примечательным событием жизни прихода этого периода стало крещение 10 октября 2015 года в Георгиевском храме при Болгарском посольстве в Пномпене тринадцати кхмеров. Самому старшему было 32 года, а самому младшему — два с половиной. 14 августа 2016 года Чрезвычайный и Полномочный Послом Болгарии в Камбодже Венцеслав Иванов заверил иерея Романа Постникова, что Русская православная церковь может и далее совершать богослужения в храме на территории Болгарского посольства без всяких ограничений, поскольку имеется действующая договорённость об этом между двумя Патриархатами — Московским и Болгарским. 19 августа 2017 года начались регулярные богослужения в Георгиевском храме Московского Патриархата на улице Ханой, куда переместились вся богослужебная жизнь общины.